# 광명고등학교 (경기)
광명고등학교(光明高等學校)는 대한민국 경기도 광명시 철산동에 있는 공립 고등학교이다.

## 학교 연혁
- 1974년 11월 29일 : 광명고등학교 설립 인가 (6학급)
- 1975년 3월 1일 : 초대 심봉섭 교장 취임
- 1975년 3월 3일 : 개교 (5학급)
- 1978년 2월 20일 : 제1회 졸업식 (104명)
- 1983년 5월 14일 : 신축 교사 이전
- 1991년 12월 31일 : 검도장 확장 신축
- 1999년 5월 10일 : 교내 식당 개설
- 2000년 2월 28일 : 체육관 및 후면 교실 (5개 교실) 증축
- 2000년 9월 21일 : 남녀공학으로 학칙 변경 승인
- 2001년 3월 1일 : 남녀공학 입학, 학급 편성(1학년)
- 2006년 11월 3일 : 40학급 인가
- 2009년 12월 29일 : 다목적실(한빛실) 완공 및 개관식
- 2011년 2월 14일 : 학교문화선도 연구학교 선정
- 2011년 3월 2일 : 개별학습실(특수학급) 설치
- 2011년 4월 8일 : 교과부지정 사교육 절감형 창의경영학교 선정
- 2011년 8월 30일 : 경기도교육청 지정 자율학교 선정(지정기간 2011. 09. 01 ~ 2016. 08. 31)
- 2018년 12월 18일 : 고교학점제 운영기관 공로
- 2020년 9월 1일 : 제16대 강석형 교장 취임
- 2024년 1월 8일 : 제47회 졸업식(271명, 연인원 18,262명)
- 2024년 3월 4일 : 입학식(278명 입학)

## 참고 자료
- 광명고등학교 - 한국교육학술정보원 학교알리미